# Champtocé-sur-Loire
Champtocé-sur-Loire is een gemeente in het Franse departement Maine-et-Loire in de regio Pays de la Loire. De gemeente telde 1.837 inwoners op 1 januari 2022.
De plaats maakt deel uit van het arrondissement Angers en sinds 22 maart 2015 van het kanton Chalonnes-sur-Loire toen het kanton Saint-Georges-sur-Loire, waar de gemeente daarvoor onder viel, werd opgeheven.

## Geografie
De oppervlakte van Champtocé-sur-Loire bedroeg op 1 januari 2022 36,76 vierkante kilometer; de bevolkingsdichtheid was toen 50 inwoners per km². In de gemeente ligt spoorwegstation Champtocé-sur-Loire.

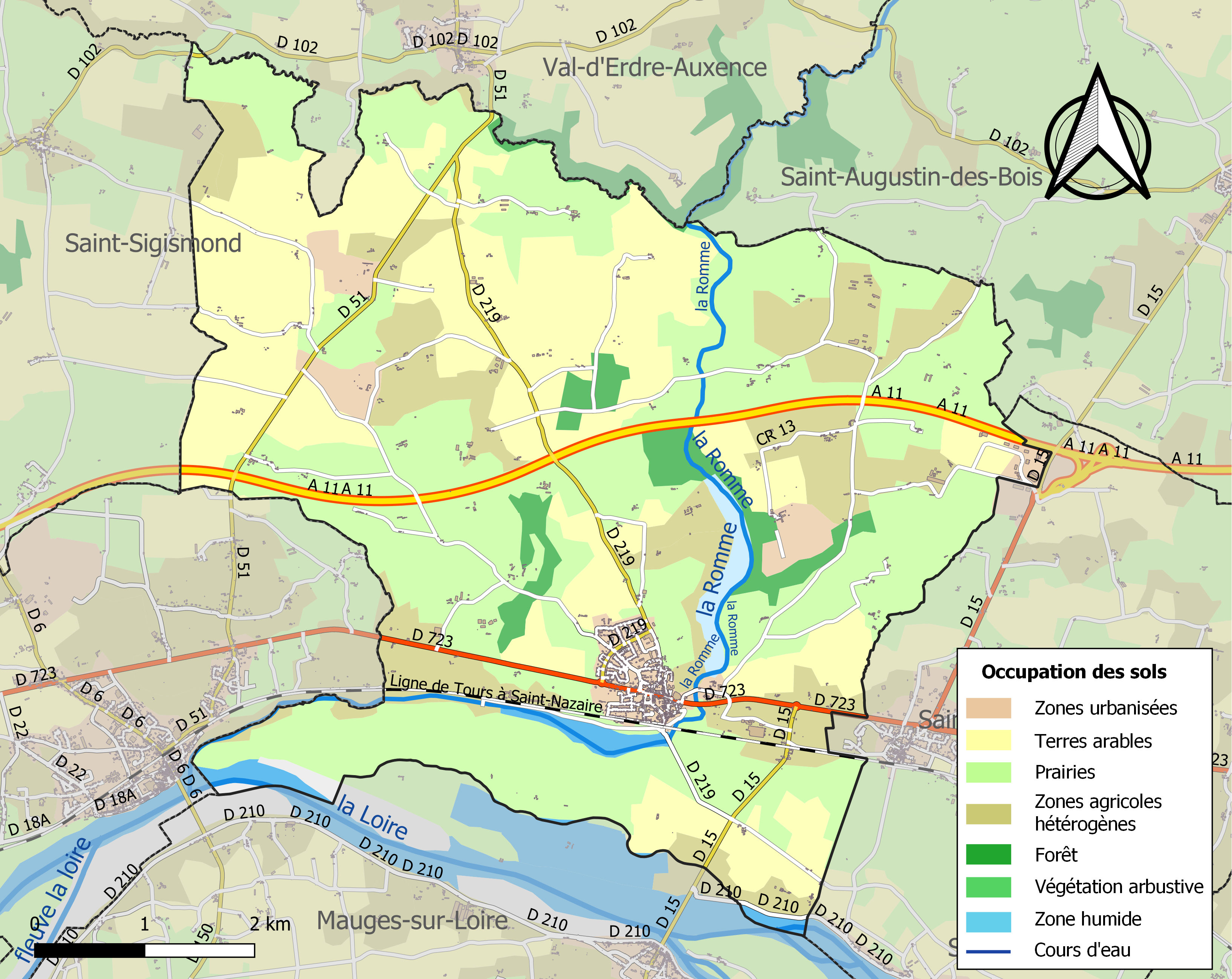
Kaart van de gemeente met de belangrijkste infrastructuur, bodemgebruik en omliggende gemeenten

## Demografie
Onderstaande figuur toont het verloop van het inwonertal (bron: INSEE-tellingen).

## Geboren
- Gilles de Rais (ca. 1405-1440), baron van Retz en maarschalk van Frankrijk